# Marsilea scalaripes
Marsilea scalaripes là một loài dương xỉ trong họ Marsileaceae. Loài này được D.M. Johnson mô tả khoa học đầu tiên năm 1988.
Danh pháp khoa học của loài này chưa được làm sáng tỏ. 